# Vincenzo Provera
Vincenzo Provera (Casale Monferrato, 22 febbraio 1912 – Casale Monferrato, 18 giugno 1988) è stato un allenatore di calcio e calciatore italiano, di ruolo portiere.

## Carriera
Ha esordito in Serie A con la maglia del Casale il 28 ottobre 1930 in Ambrosiana Inter-Casale (5-1).
Ha giocato in massima serie anche con le maglie di Palermo e Lazio, per complessive 181 presenze e 328 reti subite in Serie A.
Detiene il record di imbattibilità in Serie A per un portiere del Palermo, non avendo subito goal per 509 minuti consecutivi nel campionato 1934/35.
Ha inoltre disputato 6 incontri in Serie B difendendo i pali della Pro Vercelli nella stagione Serie B 1940-1941.

## Collegamenti esterni

Vincenzo Provera (in piedi con la maglia grigia), nel Casale 1932-33